# Madhuca korthalsii
Madhuca korthalsii är en tvåhjärtbladig växtart som först beskrevs av Jean Baptiste Louis Pierre och William Burck, och fick sitt nu gällande namn av Herman Johannes Lam. Madhuca korthalsii ingår i släktet Madhuca och familjen Sapotaceae. Inga underarter finns listade i Catalogue of Life.